# Yolandita Monge
Yolandita Monge, de son vrai nom Yolanda Rosa Monge Betancourt (née le 16 septembre 1955 à Trujillo Alto), est une chanteuse portoricaine.

## Biographie
Monge est née à Trujillo Alto, Porto Rico, le 16 septembre 1955. Elle est la fille d'Iris Delia Betancourt et d'Héctor Monge. Elle vit les sept premières années de sa vie à New York, puis revient à Porto Rico. Au début des années 1970, elle rencontre Alfredo Lorenzo à New York et l'épouse le 13 novembre 1975. Ils ont une fille, Noelia,, mais leur mariage prend fin peu après. En 1983, elle épouse le chanteur vénézuélien Balbino, rencontré à Buga, en Colombie, et père de sa deuxième fille Paola González. Quelques années plus tard, le couple demande le divorce. Le 31 décembre 1989, Yolandita épouse son manager Carlos « Topy » Mamery et donne naissance en 1991 à son fils unique Imanol Mamery.
Le 20 septembre 2015, elle remonte sur scène avec une représentation Latidos de mi Corazón au Coliseo de Puerto Rico, en hommage à son défunt mari Carlos « Topy » Mamery. Elle interprète une partie de son répertoire, des chansons d'autres artistes et le single Sin Ti. Ses enfants Paola et Imanol l'accompagnent sur deux chansons ainsi qu'une partie de la famille Mamery-Monge. 
Yolandita revient au Centro de Bellas Artes pour cinq représentations à guichets fermés du nouveau spectacle Por Tí les 6, 7 et 8 décembre 2019 et les 14 et 15 février 2020. Monge interprète tous ses plus grands succès, y compris une nouvelle reprise du tube Por Ti (1989) et plusieurs autres chansons dans un sing-along a cappella avec le public.

## Discographie notable
- 1969 : Puerto Rico's Poignant... Powerful... Incomparable…  (Patty)
- 1970 : A star Is Shining (Patty)
- 1971 : Recuérdame (Patty)
- 1972 : La Personalidad (Patty)
- 1973 : Yo soy (Audiovox
- 1974 : Con Todo Mi Amor